# Comité Consultatif International des Radiocommunications
Das Comité Consultatif International des Radiocommunications (Akronym: CCIR; dt. Internationaler Beratender Ausschuss für den Funkdienst) war eine Unterorganisation der heutigen Internationalen Fernmeldeunion (Akronym: ITU – International Telecommunication Union). Sie wurde 1927 auf der Radiotelegraph Conference in Washington, D.C. gegründet und bestand offiziell bis zum Jahre 1992. In diesem Jahr erfolgte eine Restrukturierung der Organisation der ITU; die CCIR ging im neu geschaffenen ITU-R (Radiocommunication Sector) auf.
In seiner Normungsarbeit befasste sich das CCIR unter anderem mit dem Format des analogen BAS-Signals (deshalb häufig auch kurz als "CCIR-Signal" bezeichnet). Dieses ist nicht zu verwechseln mit dem daraus abgeleiteten digitalen Signal CCIR 601.

## Aufgaben
Es war eine ständige Einrichtung der ITU mit eigener Organisation. Die vertraglichen Grundlagen waren in Artikel 14 des Internationalen Fernmeldevertrages von Montreux 1965 enthalten.
Die Aufgaben des CCIR waren das Studium technischer Fragen des Funkdienstes und die Herausgabe von Empfehlungen zur günstigsten Lösung dieser Fragen. Die Empfehlungen wurden in Studienkommissionen, die von der Vollversammlung eingesetzt wurden, vorbereitet und in der Vollversammlung beschlossen. Alle ITU-Mitgliedsländer konnten an den Vollversammlungen und an den Arbeiten und Beratungen der Studienkommissionen teilnehmen. Betriebsgesellschaften, industrielle, wissenschaftliche und internationale Organisationen konnten zu den Fachberatungen zugelassen werden.

## Einrichtungen

### Vollversammlung
Die Vollversammlung trat in der Regel alle drei Jahre zusammen, so zum Beispiel in Oslo 1966. Sie wählte etwa alle sechs Jahre den Direktor, setzte die Studienkommissionen ein und erteilte ihnen Aufträge. Die Ergebnisse der Vollversammlung waren als Empfehlungen, Berichte und so weiter in den „Schlussdokumenten“ der jeweiligen Vollversammlung niedergelegt, wobei die Farbe des Einbandes die Sprache kennzeichnete. So sind die „Grünbücher“ in englischer, die „Blaubücher“ in französischer Sprache abgefasst.

### Direktor und Sekretariat
Der Direktor leitete das CCIR und koordinierte die Arbeiten der Vollversammlung und der Studienkommissionen. Das Fachsekretariat unterstützte den Direktor und erledigte die laufenden Verwaltungsarbeiten.

### Kommissionen
Die Studienkommissionen werden zu notwendigen Untersuchungen von der Vollversammlung
eingesetzt. Ende der 1960er Jahre gab es folgende:
a. Funksender
b. Funkempfänger
c. Systeme des festen Funkdienstes
d. Fernmeldesysteme des Weltraumfunkdienstes
e. Troposphärische Wellenausbreitung
f. Ionosphärische Wellenausbreitung
g. Normalfrequenzen, Zeitzeichen
h. Internationale Funküberwachung
i. Richtfunk
j. Tonrundfunk und Programmaufzeichnung
k. Fernsehen
l. Tropenrundfunk
m. Bewegliche Funkdienste
n. Wörterbuch, Symbole unsw.
Außerdem gab es die gemischte Arbeitsgruppe CCI/IEC Graphische Symbole und die gemischte Kommission CCIR/CCITT, CMTT, Fernseh- und Tonübertragung auf große Entfernungen. Daneben bestanden noch internationale Korrespondenzarbeitsgruppen der Studienkommissionen innerhalb der CCIR.